# Vitstrupig tukan
Vitstrupig tukan (Ramphastos tucanus) är en fågel i familjen tukaner inom ordningen hackspettartade fåglar.

## Utseende och läten
Vitstrupig tukan är en stor svartvit tukan. Den överlappar med gulbröstad tukan, men vitstrupig tukan är något större och mer långnäbbad. Lätena skiljer sig tydligt, en vittljudande serie med gläfsande ljud, helt annorlunda än gulbröstade tukanens kväkande.

## Utbredning och systematik
Vitstrupig tukan delas vanligen in i tre underarter med följande utbredning:
- R. t. tucanus – förekommer i östra Venezuelas anslutning till Guyana och norra Brasilien
- cuvieri-gruppen
  - R. t. cuvieri – förekommer från sydöstra Colombia till Venezuela, västra Amazonområdet (Brasilien) och norra Bolivia
  - R. t. inca – förekommer i norra och centrala Bolivia

Birdlife International (och därmed IUCN) urskiljer cuvieri inklusive inca som en egen art, "cuviertukan" (P. cuvieri). 

## Levnadssätt
Vitstrupig tukan hittas i låglänta skogar. Där ses den ofta sitta väl synligt i trädtoppar och utmed gläntor.

## Status
IUCN bedömer hotstatus för underartsgrupperna (eller arterna) var för sig, båda som livskraftiga.

## Bilder

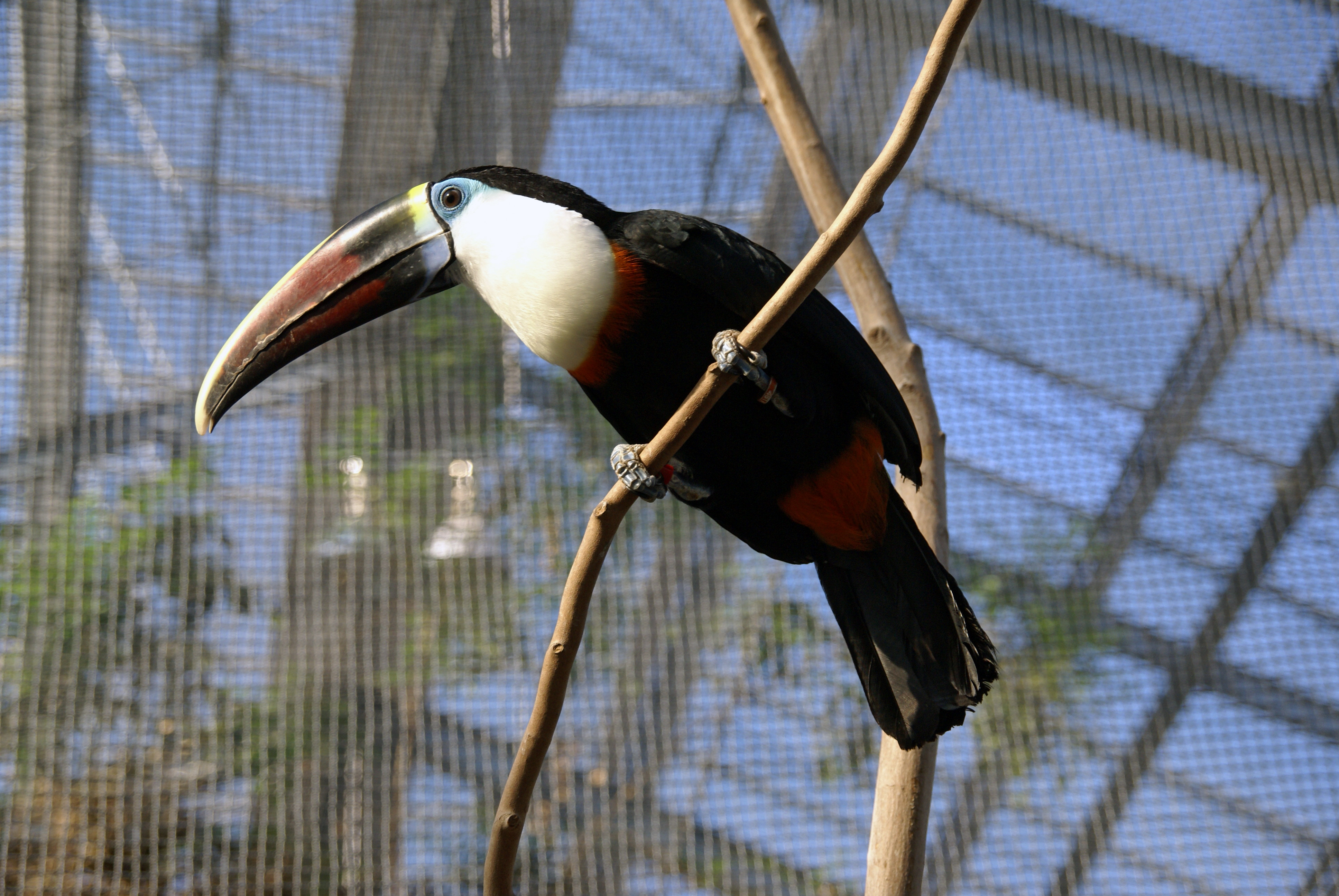
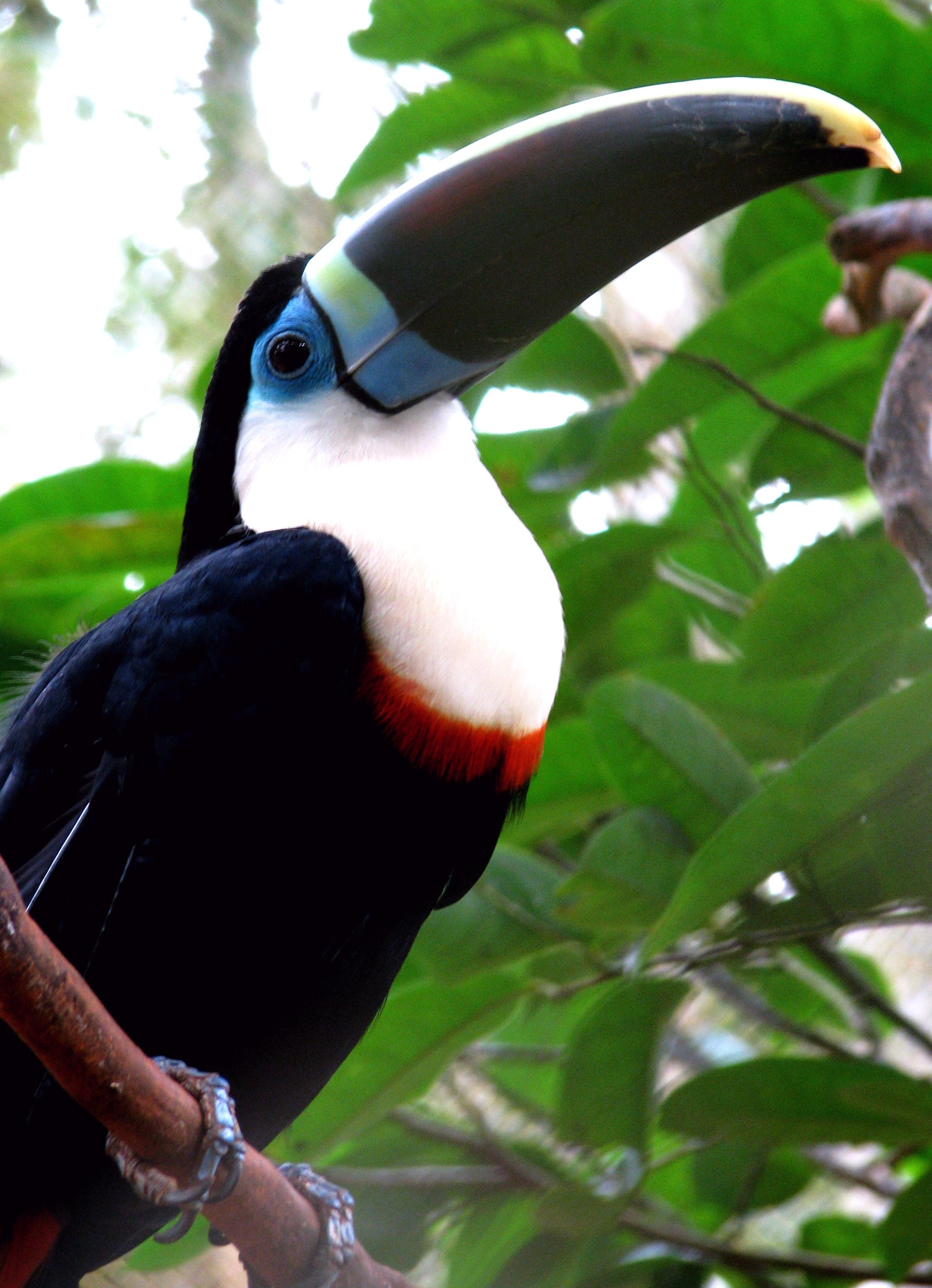
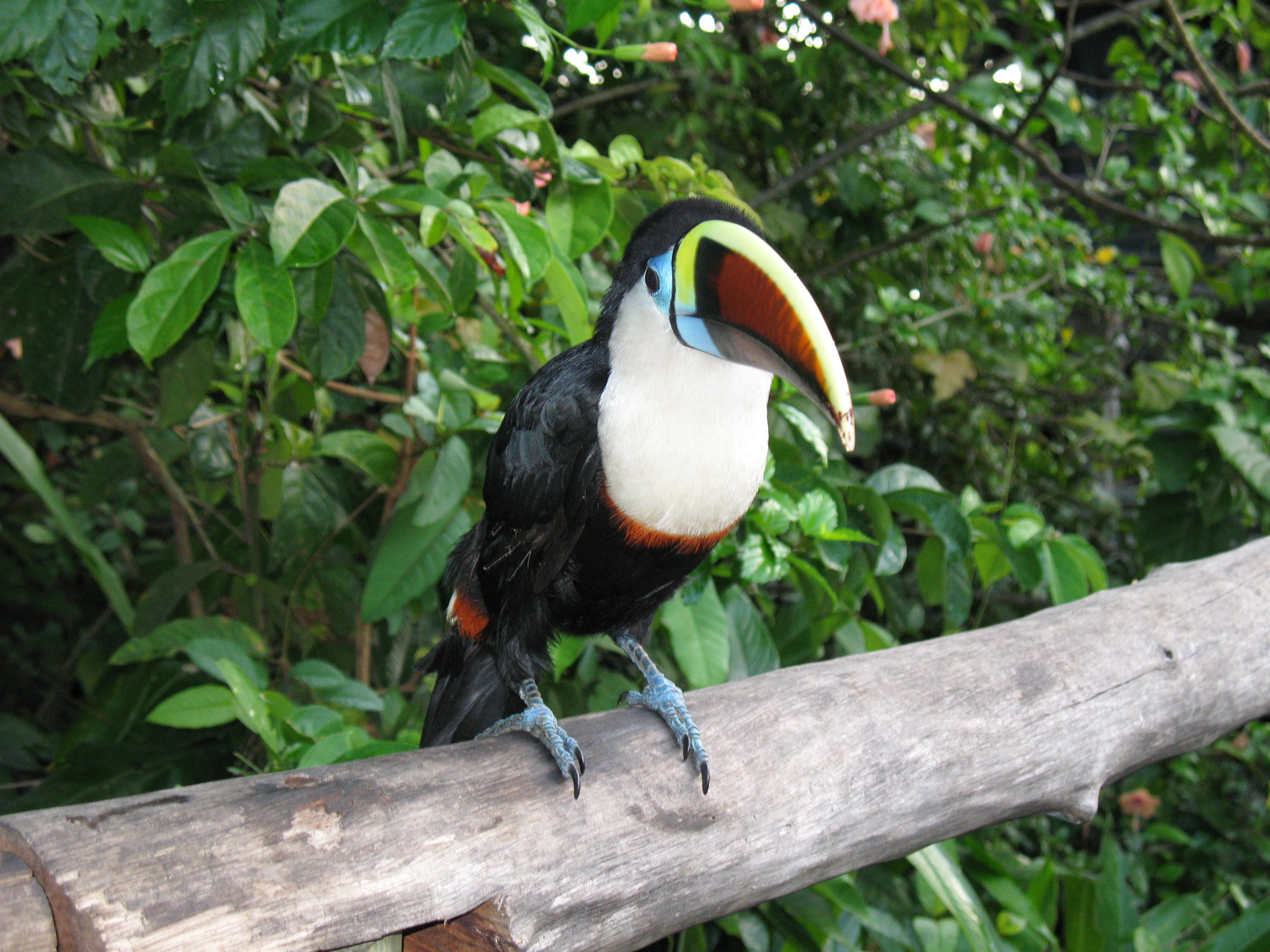
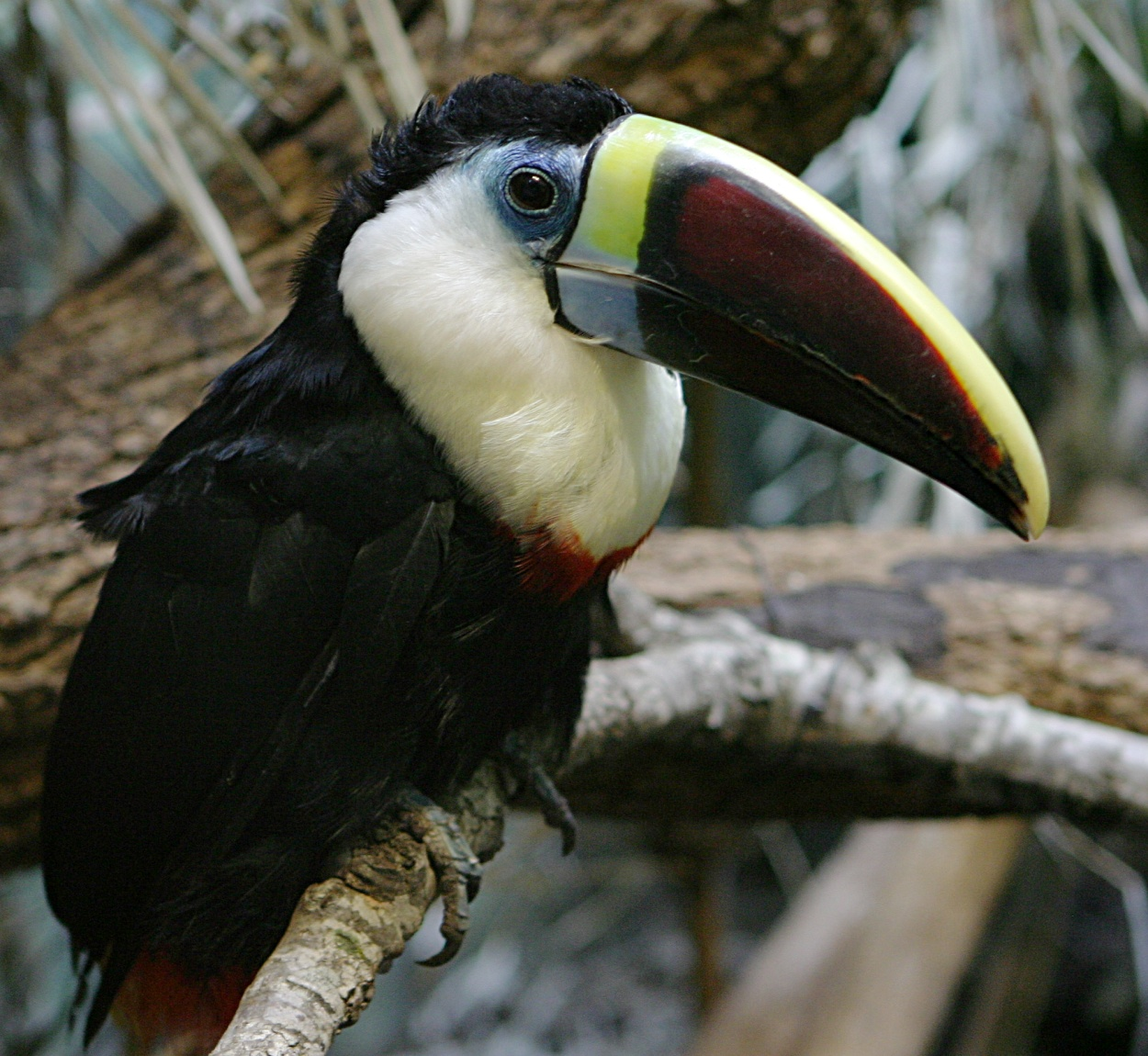
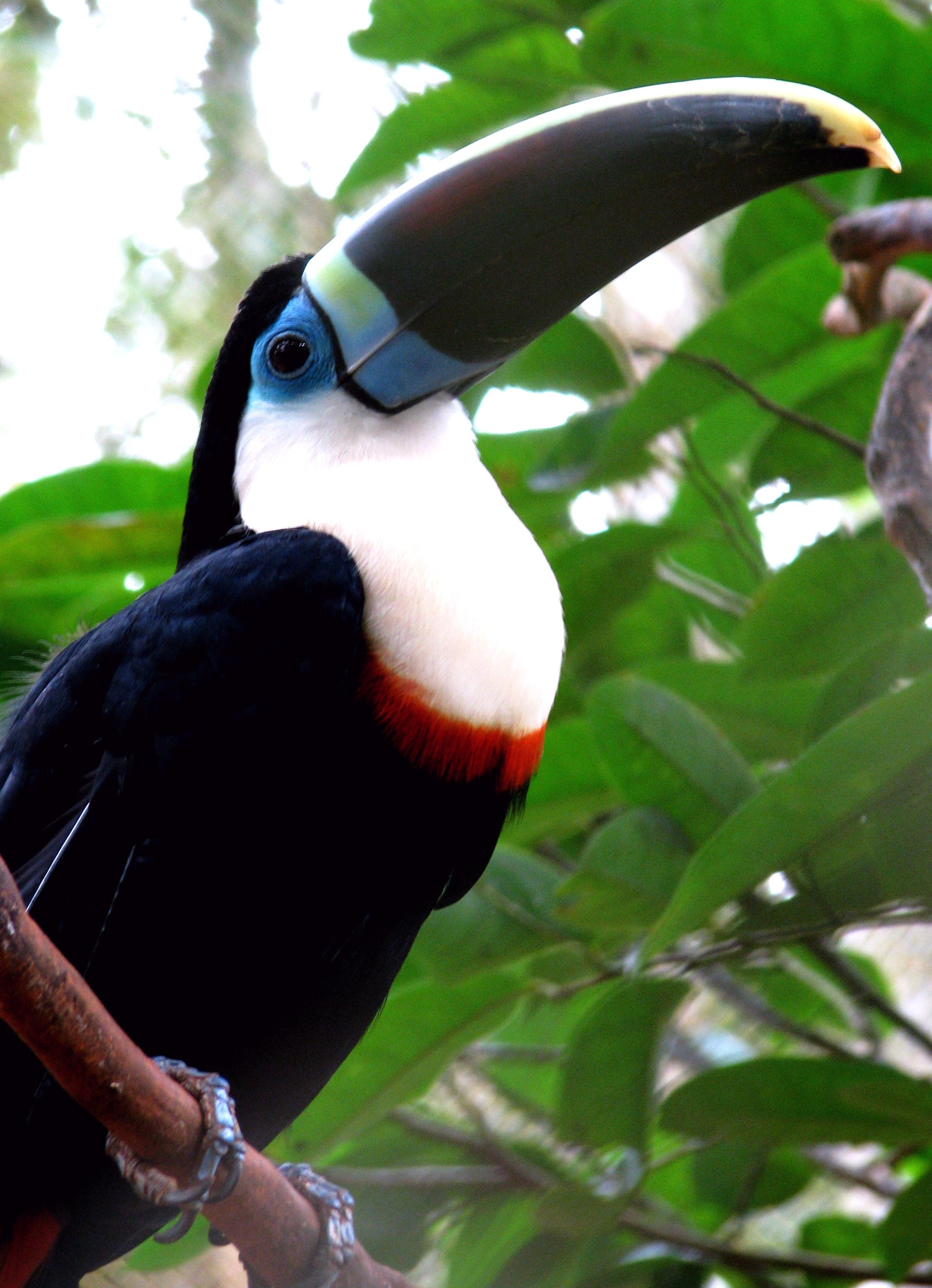